# پرستشگاه بت‌گوران

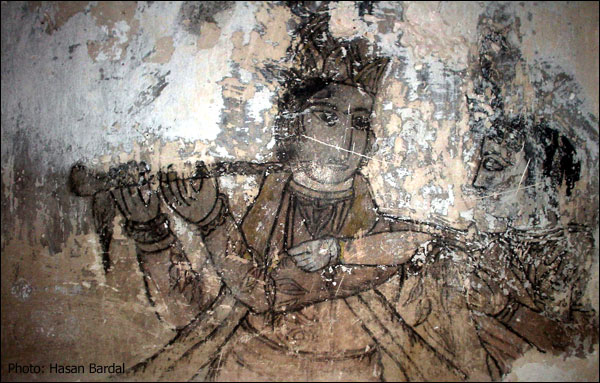
نمایی از نقاشی‌های داخل معبد هندوها پیش از مرمت

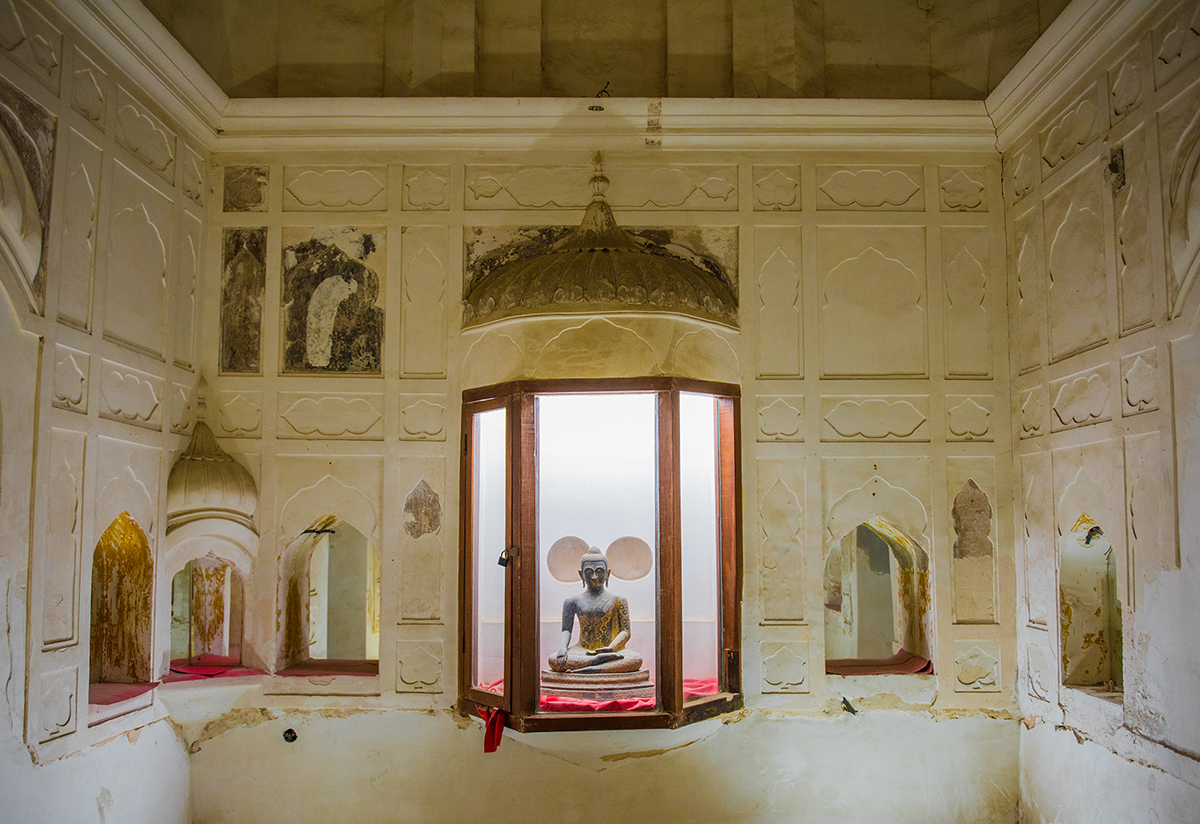

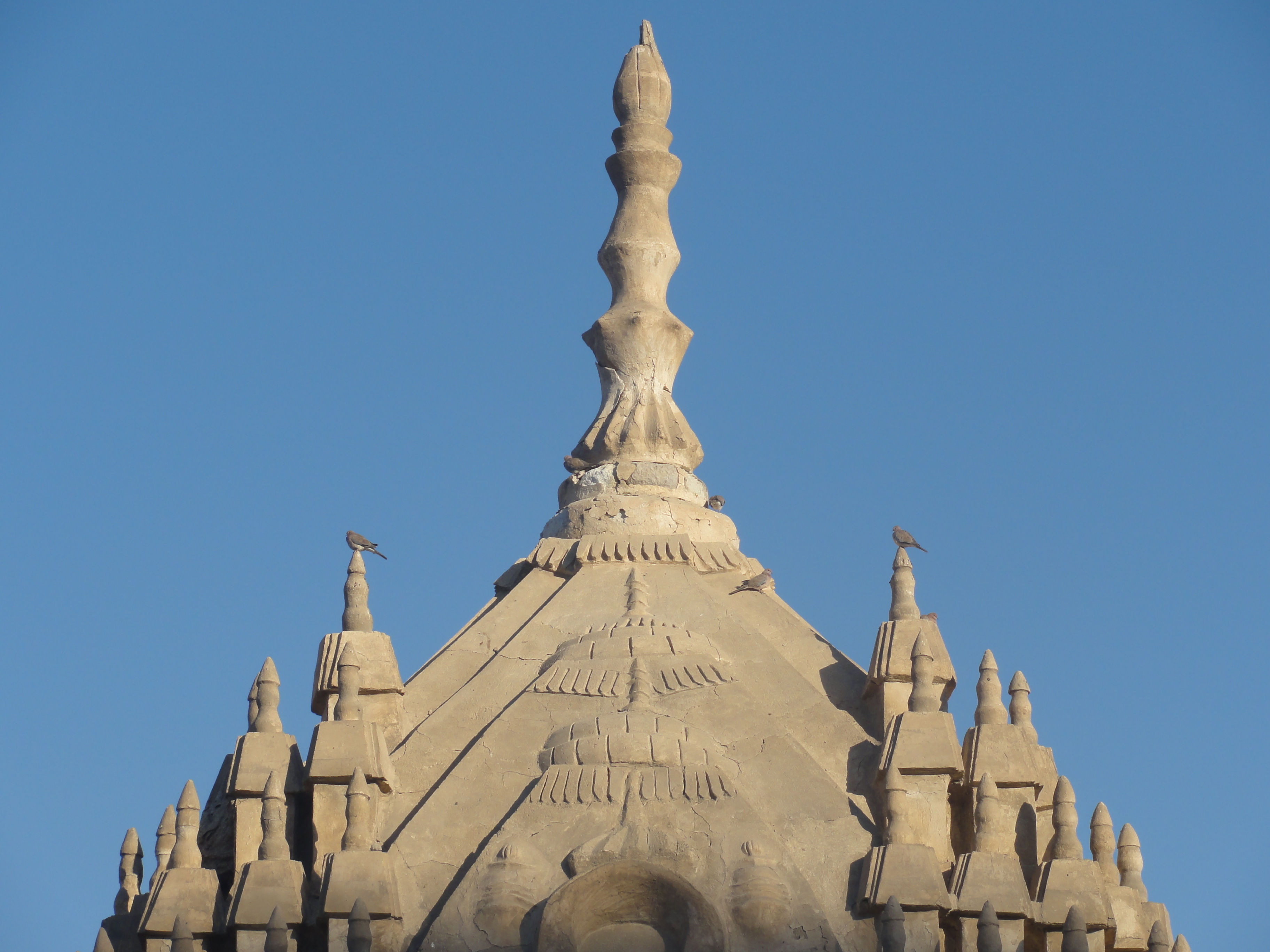
نمایی از گنبد معبد هندوها

معبد هندوها یا پرستشگاه بُتِ گوران یکی از آثار تاریخی شهر بندرعباس در استان هرمزگان است که در مرکز این شهر قرار دارد. ساختمان این معبد، در سال ۱۳۱۰ (قمری) مقارن با ۱۲۶۷ خورشیدی در زمان حکومت محمدحسن‌خان سعدالملک حاکم وقت بندرعباس، از محل جمع‌آوری هدایای هندوها، توسط تجار هندی ساخته شده است. طرح این بنا از معماری پرستشگاه‌های هندی متأثر است.

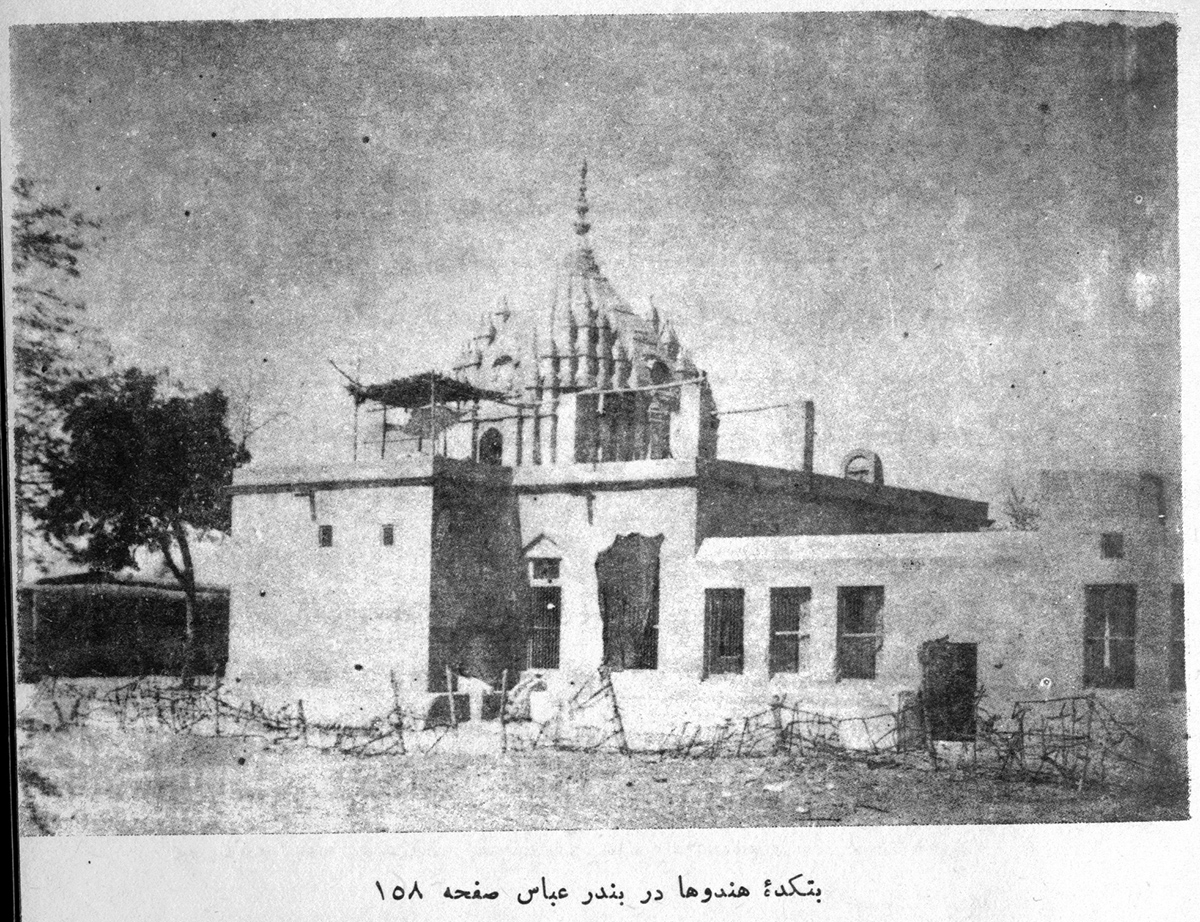
معبد هندوها در سال‌های پیش از ۱۳۴۲ خورشیدی

## پیشینه
ساختمان این معبد، در روزگار قاجار و در سال ۱۳۱۰ قمری و در روزگار فرمانروایی محمدحسن‌خان سعدالملک فرمانروای محلی بندرعباس ساخته شده است.
هندوهای تاجر ساکن بندرعباس که معمولاً در گروه‌های ۷۰ تا ۸۰نفری بودند ابتدا مراسم عبادی‌شان را در کاروانسراها بجا می‌آوردند تا اینکه دو نفر به نام‌های شول رام و دده رام پیش‌قدم می‌شوند و به عنوان بانی دست به خرید زمین و ساخت معبد در شمال بندرعباس آن روز می‌زنند. اسم این دو بانی و حتی سال احداث بنا که به سال سامبات هندی است روی کتیبه‌ای مربوط به معبد و با خط هندی وجود داشته است.
معبد بنای پرارزشی است، چون هم کتیبه دارد و هم معماران آن را از هند آورده بودند.
پیروان مکتب برهمنی یعنی کسانی که به خدایان براهما، ویشنو و تسیوا باور دارند جمع بزرگی از ملت هندوستان را تشکیل می‌دهند. چنین پیداست که سبک معماری این معبد بر پایه باورمندی از خدایان ویشنو و شیوا پرستان شمال هندوستان بوده است.
"سه فرقه مهم میان هندوها عبارت‌اند از: ویشنوان (پرستندگان ویشنو)، شیوان (پرستندگان شیوا) و شاکتیان (پرستندگان الههٔ استوپاهای بودایی در محراب و تزیینات این معبد دیده می‌شود.
مجسمه‌هایی از برهما، شیوا و وشینو در این معبد بوده در راهروها چهار اتاق کوچک با طاقچه محل قرار دادن مجسمه‌ها وجود دارد که محل عبادت برهمنان معبد بوده است. گویا هندوها در سال ۱۳۴۴ از بندرعباس به هند بازمی‌گردند و مجسمه و بت‌ها را با خود می‌برند.
این معبد یک اثر بسیار مهم در خطه جنوب است و بنای آن در ایران منحصر به فرد است.

## پیشینه حضور هندی‌ها در ایران
پیشینه سکنی‌گزینی هندی‌ها در ایران دراز بوده و روابط سیاسی و فرهنگی تنگاتنگ با ایران داشته‌اند. از دیرباز و از روزگاری که «فرانسیسکو د آلمیدا» از طرف «دون مانوئل» پادشاه وقت پرتغال به هند رفت و بنگاه‌های بازرگانی پرتغالی‌ها در هندوستان بنیان گذاشته شد و نوبت گسترش آن فرا رسیده بود.
درست در روزگاری که شاه اسماعیل یکم ۲۰ سال سن داشت و تنها پنج سال یعنی در ۱۵ سالگی زمام امور سراسر ایران را در دست گرفته بود و در جنگ‌های سخت و طاقت فرسا با دو دشمن سنتی، ازبک‌ها و عثمانی‌ها دست و پنجه نرم می‌کرد و در جنگ چالدران از عثمانی‌ها شکست خورده بود، دریا سالار «آلفونسو د آلبو کرک» به دستور «دون مانوئل» پادشاه پرتقال از آن موقعیت استفاده و از هند با شتاب به سوی خلیج فارس حرکت کرد. این دریانورد که با چندین ناو جنگی به خلیج فارس آمده بود پس از درگیری با نیروهای «ابوالمظفر سیف‌الدین ابا نصر» حاکم هرمز که او نیز خیلی جوان بود، در نبردی خونین جزیره هرمز را تسخیر کرد.
در آن روزگار چون پرتغالی‌ها در هند مستقر شده بودند، در عرصه‌های جهانی قدرت دریایی خود میدان مانور بیشتری داشتند. از آن روزگار پای هندی‌ها به گونه‌ای کم و بیش بیشتر از گذشته به جنوب ایران باز شده بود.

## معماری
پلان معبد مربع است و قسمت اصلی آن گنبدخانه است که دور تا دور راهروی سراسری دارد تا زائران دور معبد بگردند و زیارت کنند و در زیر گنبدخانه، بت اعظم را قرار می‌دادند.
سبک معماری این گنبد را مقرنس‌های پیرامونی آن نه تنها از دیگر گنبدهای موجود در سواحل خلیج فارس، بلکه از گنبدهای سراسر ایران متفاوت می‌سازد. طرح این بنا کاملاً از معماری معابد هندی متأثر است و تأثیر هنر اسلامی نیز در ساخت معبد چشمگیر است.
ساختمان اتاق معبد و محراب در قسمت شمال معبد واقع شده و دور اتاق معبد نیز از طاقچه و قاب‌های کور ساخته شده است و دورتا دور اتاق معبد نیز ۴ راهرو وجود دارد که در گذشته زوار به دور آن زیارت می‌کردند.
داخل راهروها حجره‌های کوچکی است که برای طلبه‌های مکتب برهمنی در نظر گرفته شده و داخل برخی از اتاق‌ها نقاشی‌های مذهبی دیده می‌شود که یکی از مهم‌ترین آن‌ها خدای فلوت‌زن به نام کریشنا است.
همچنین اطراف و در ۴ طرف گنبد حدود ۷۲ برجک مخصوص هندویی وجود دارد که در وسط گنبد میله بزرگی قرار گرفته که در حقیقت محور زمین و آسمان را نشان می‌دهد.
از داخل راهرو غربی راه پله‌های مارپیچی وجود دارد که به سمت بالا است و به بام معبد منتهی می‌شود که ساق معبد است و با جرزهای پس رونده که الهام از معماری ایرانی است تشکیل شده است که ۴ نورگیر در ۴ طرف این فضای چند ضلعی روی جرزها و جود دارد و گنبد عظیمی با لایه‌های ذوزنقه‌ای و تزیینات آیین هندویی دیده می‌شود.
در قسمت ضلع شرقی گنبد نیز تالار بزرگی وجود دارد که تالار اجتماعات بوده و در این تالار نقاشی‌های مختلفی به چشم می‌خورد که هر کدام از آن‌ها بیانگر فلسفه خاصی از اعتقادات مختلف مردم هند است.

## چگونگی ساخت
دکتر فخری دانشپور پرور که ۶ سال روی این معبد تحقیق کرده می‌گوید: این معبد برای نیازهای هندوهای مقیم بندرعباس که ساخته شد که یکی از نقطه‌های مهم ارتباط فرهنگی و هنری میان ایران و هند است.
هندوها پیروان مکتب برهمنی (کسانی که به خدایان برهما، ویشنو و شیوا معتقدند) هستند و این معبد بنابر تحقیقات به عمل آمده متعلق به خدایان ویشنو است.
در هند اغلب معابد برهمنی، سنگی است، معبد هندوها در بندرعباس طبق موقعیت جغرافیایی در زمان ساخت از لاشه سنگ، ملات گل و ساروج، سنگ‌های مرجانی خاک و گچ‌های ضخیم ماده و گچ لویی استفاده شده است.

## نگاره

ساختمان معبد هندوها در سال ۱۳۸۵
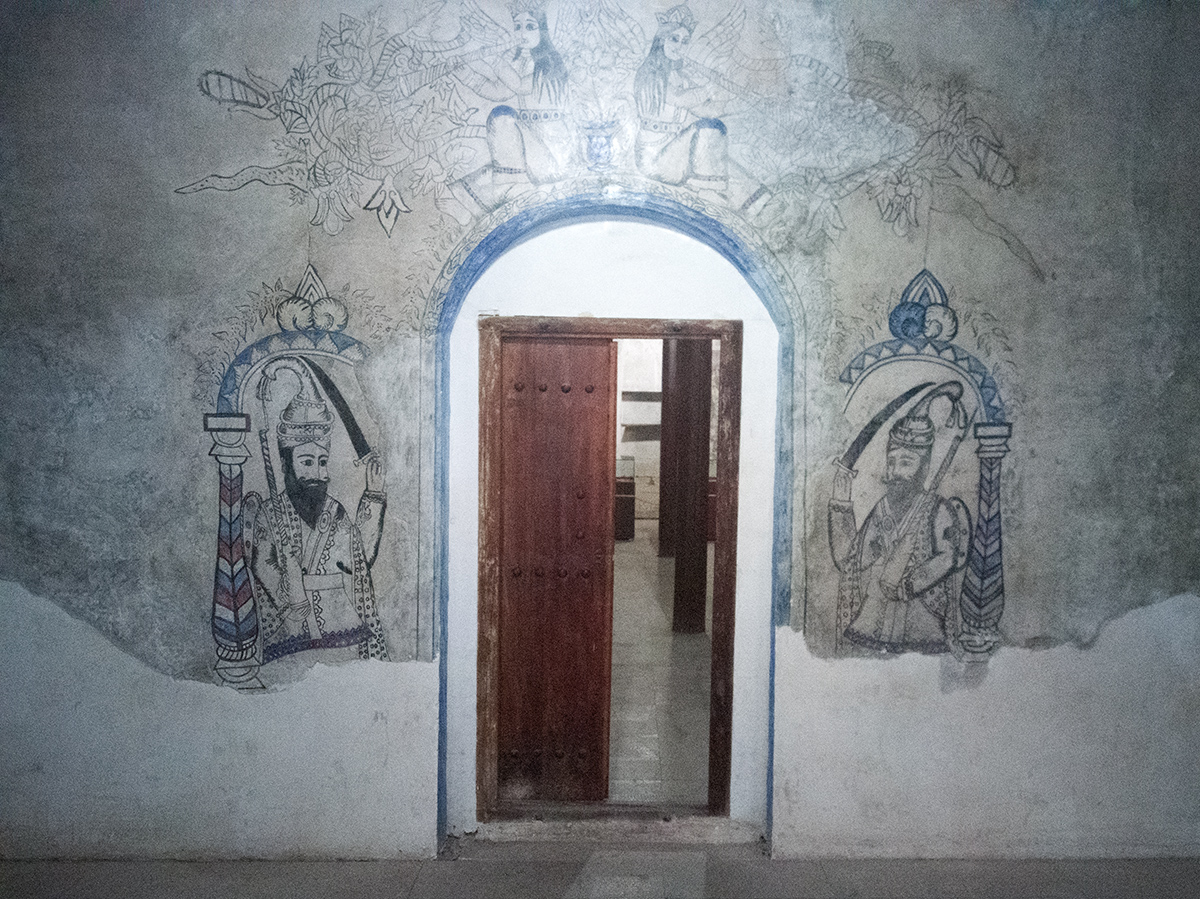
نمای بخش موزه‌ای معبد هندوها
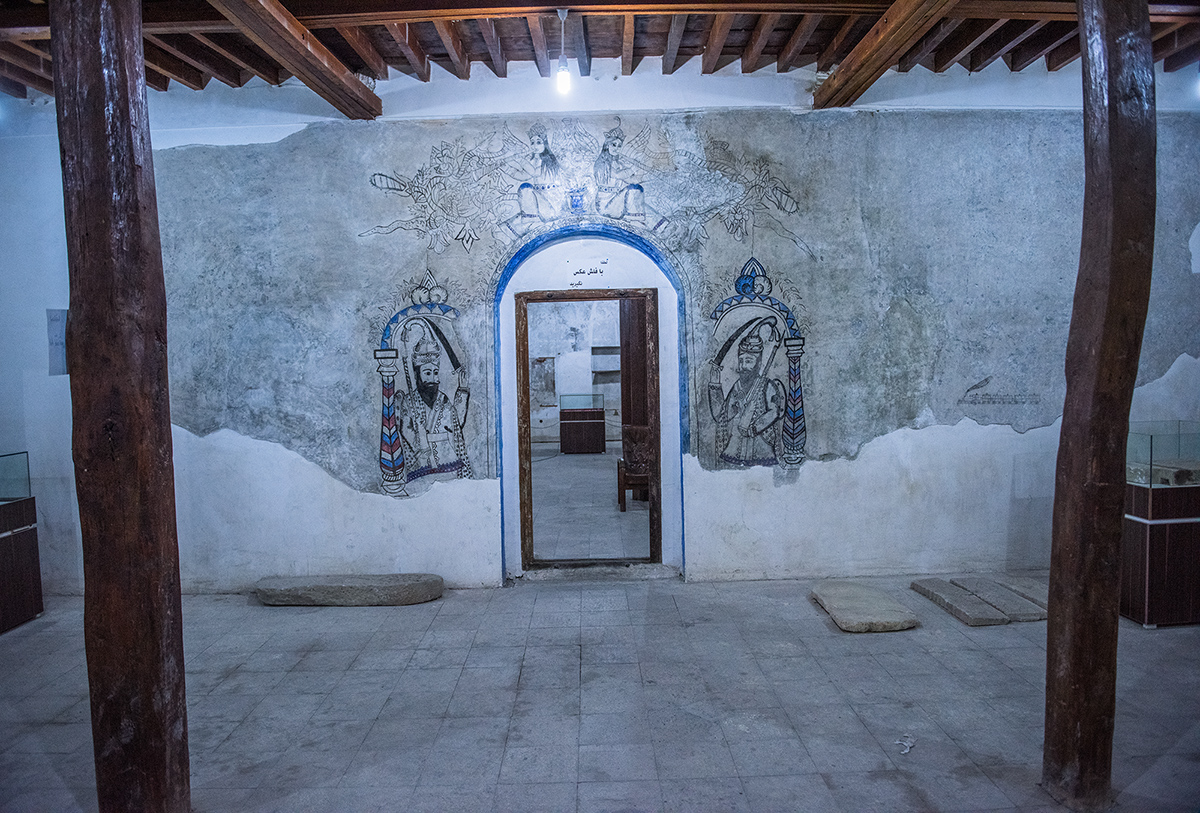
نمای بخش موزه‌ای معبد هندوها
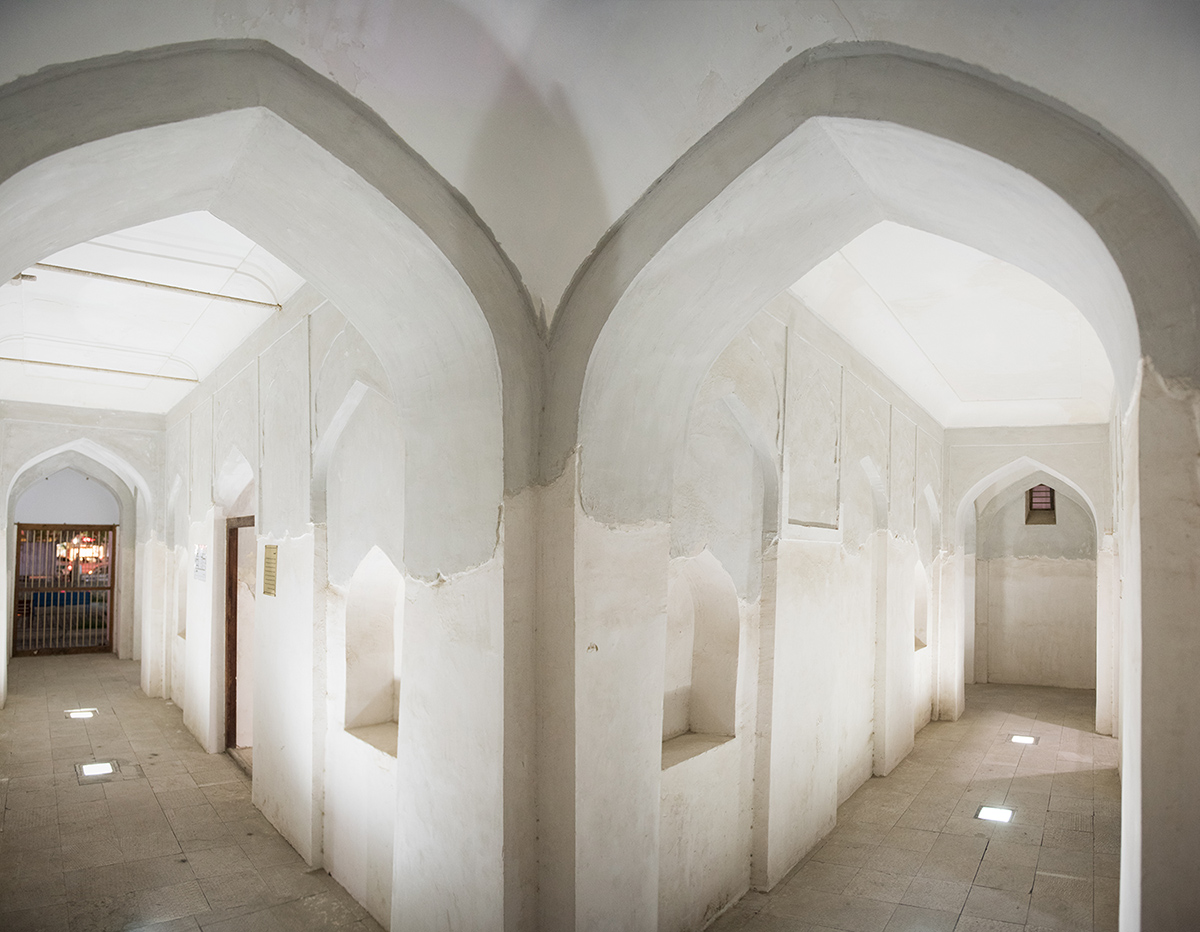
معماری راهروهای معبد هندوها
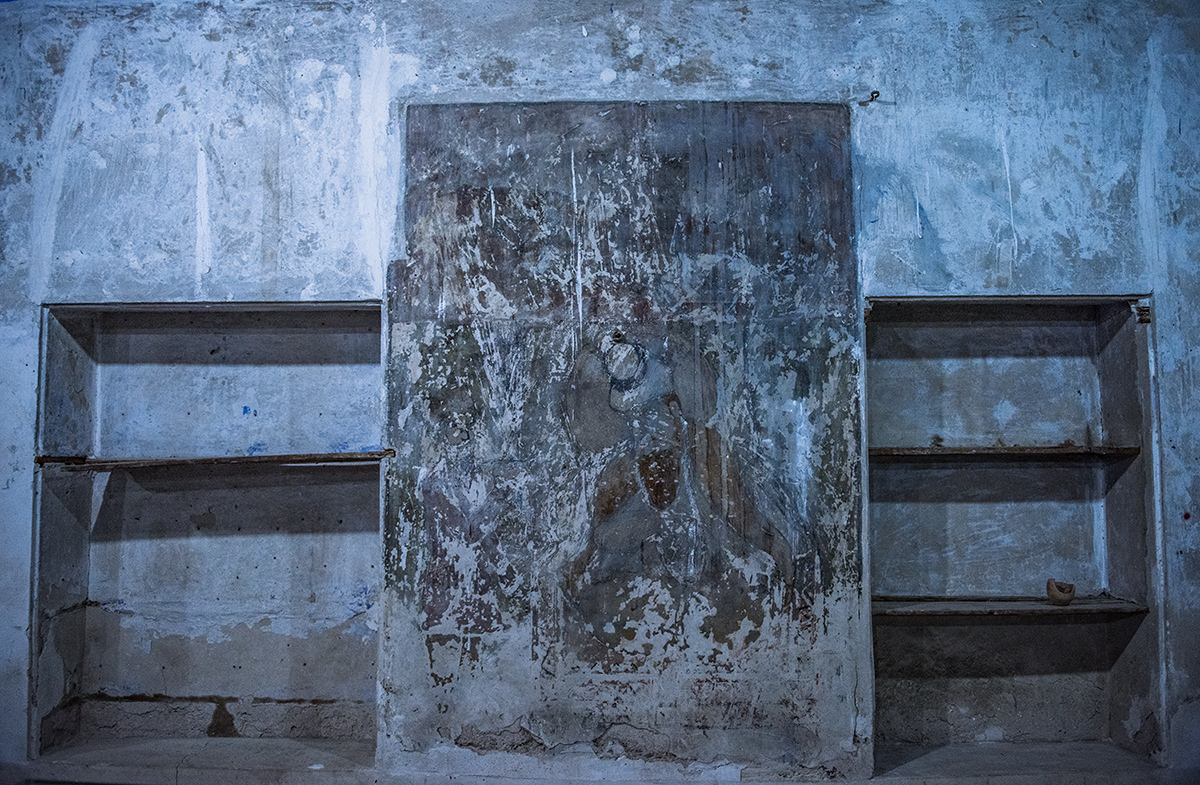
بخشی از دیوار معبد هندوها
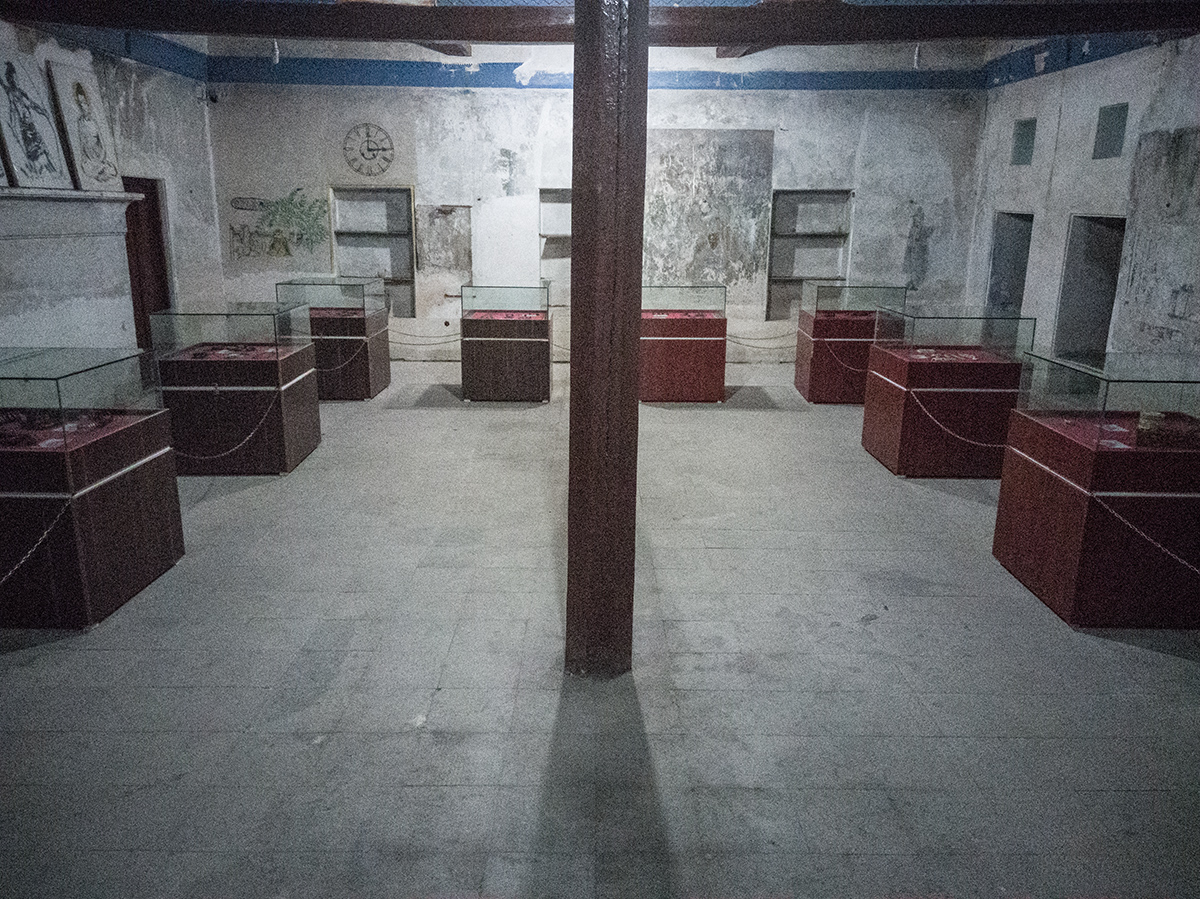
بخش موزه‌ای معبد هندوها
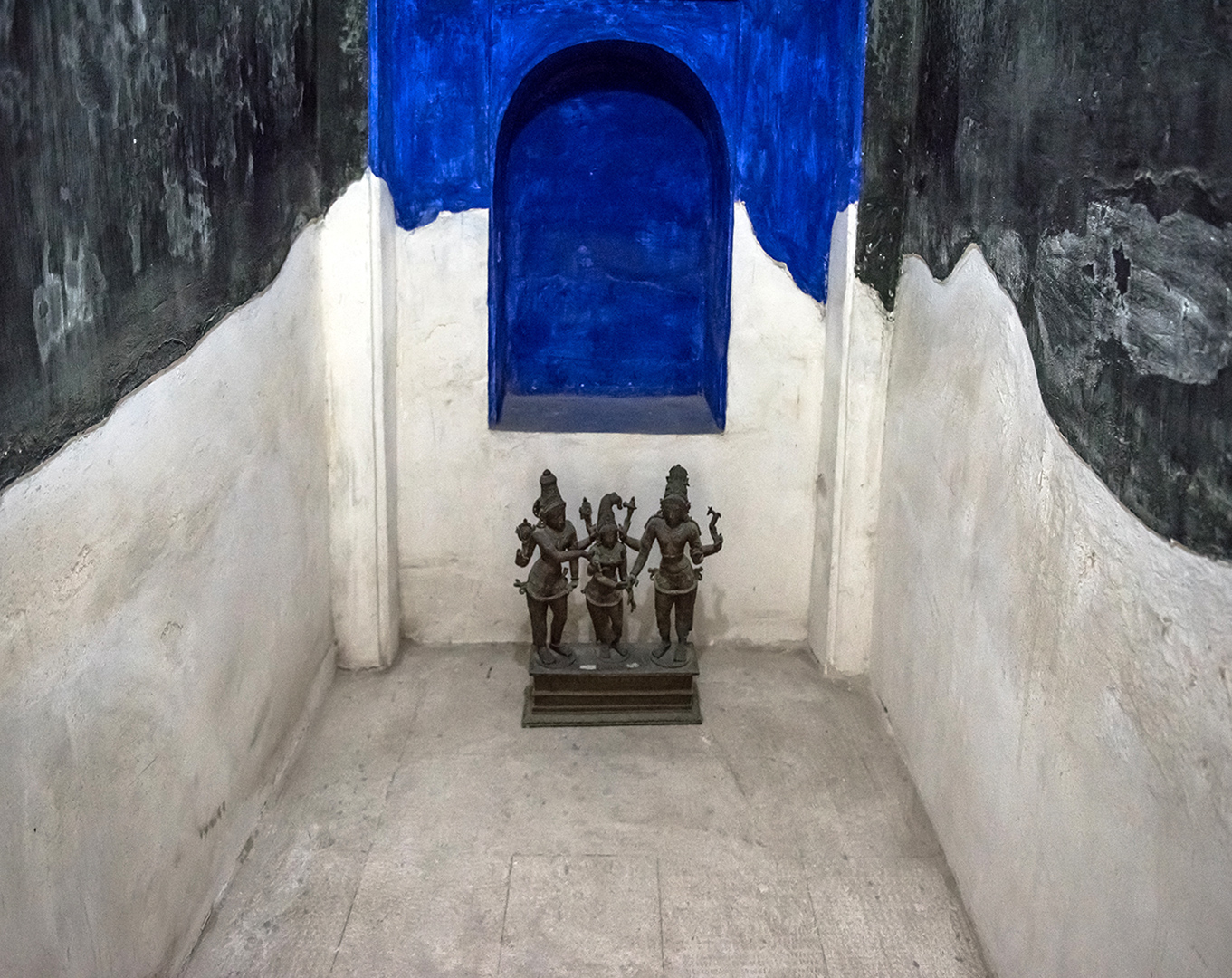
یکی از اتاق‌های معبد هندوها
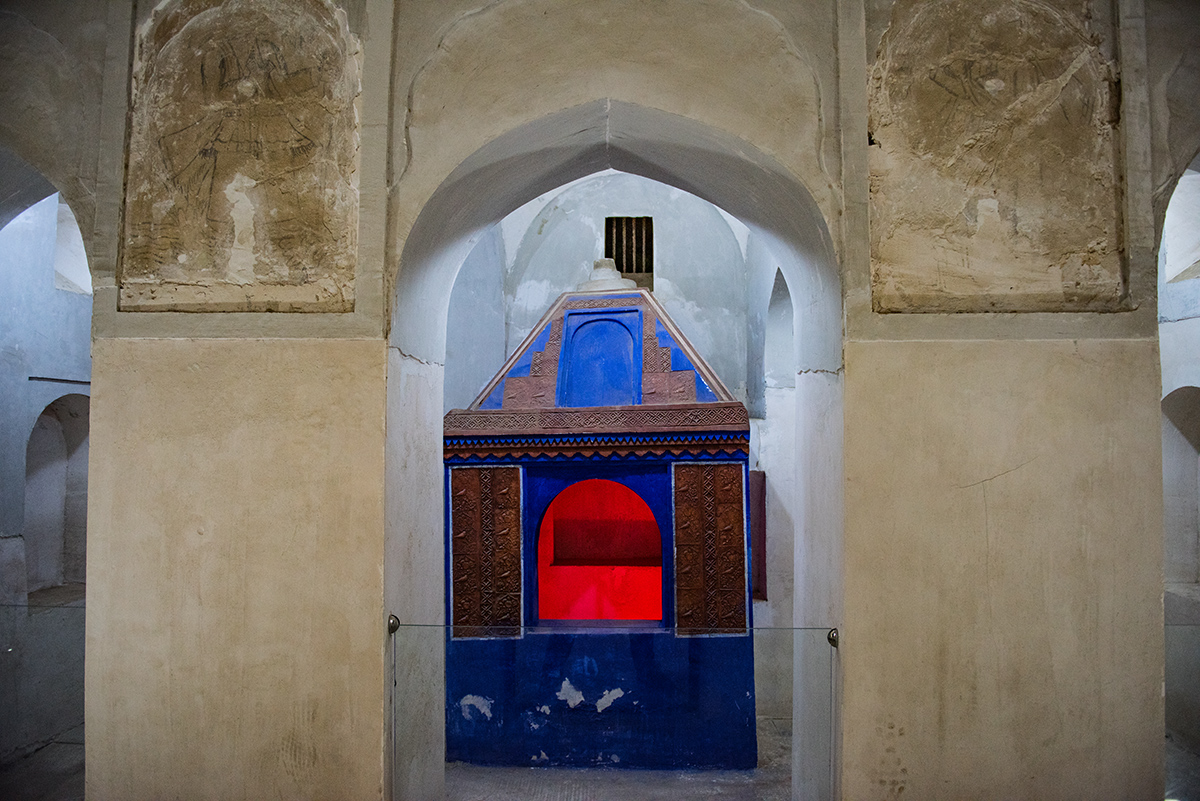